# Catathyridium jenynsii
Espèce
Catathyridium jenynsii est une espèce de poisson de la famille des Achiridae qui se rencontre au niveau du Paraná et de l'Uruguay.